# Radrennbahn Hürth

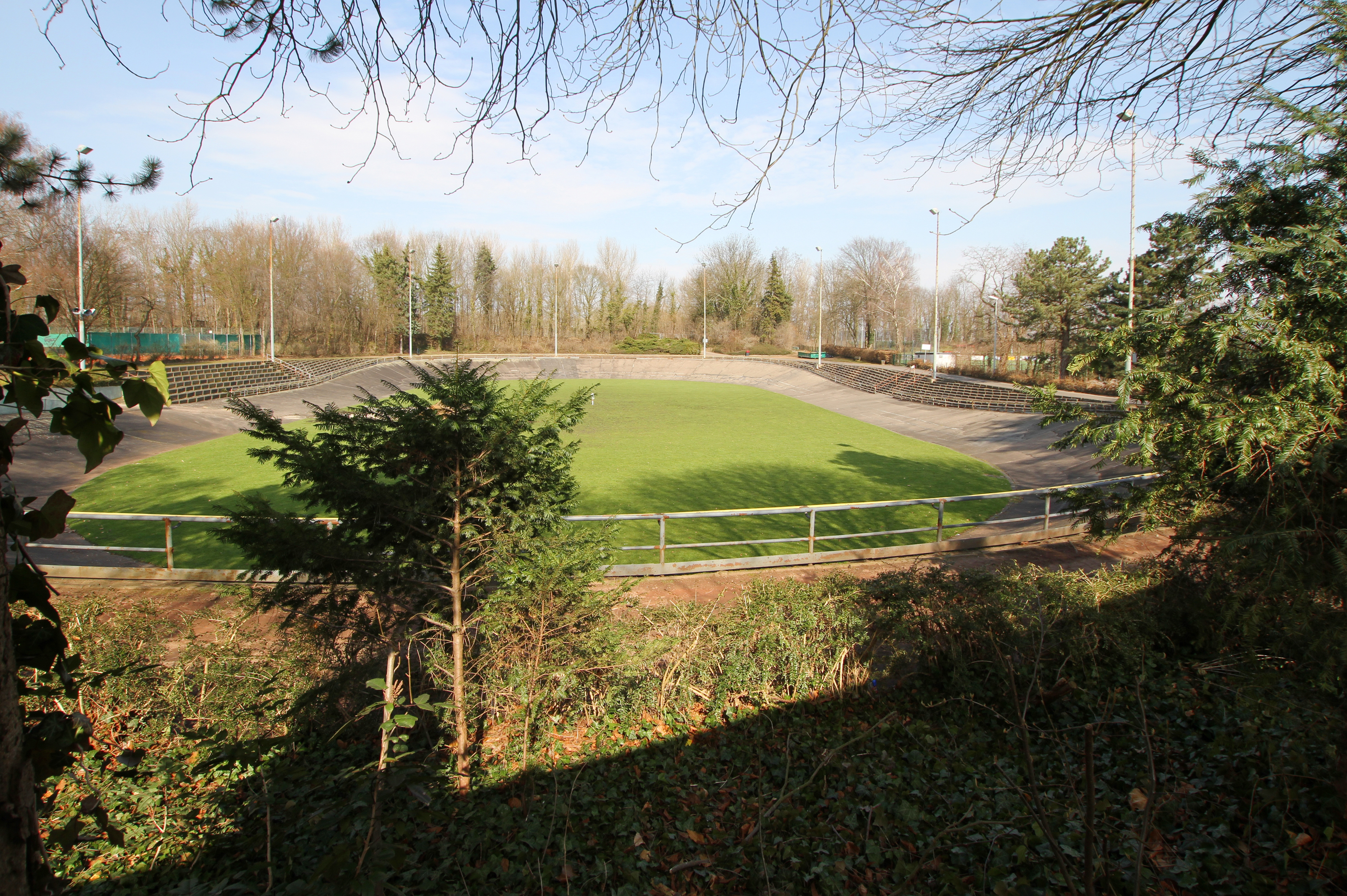
Radrennbahn Hürth

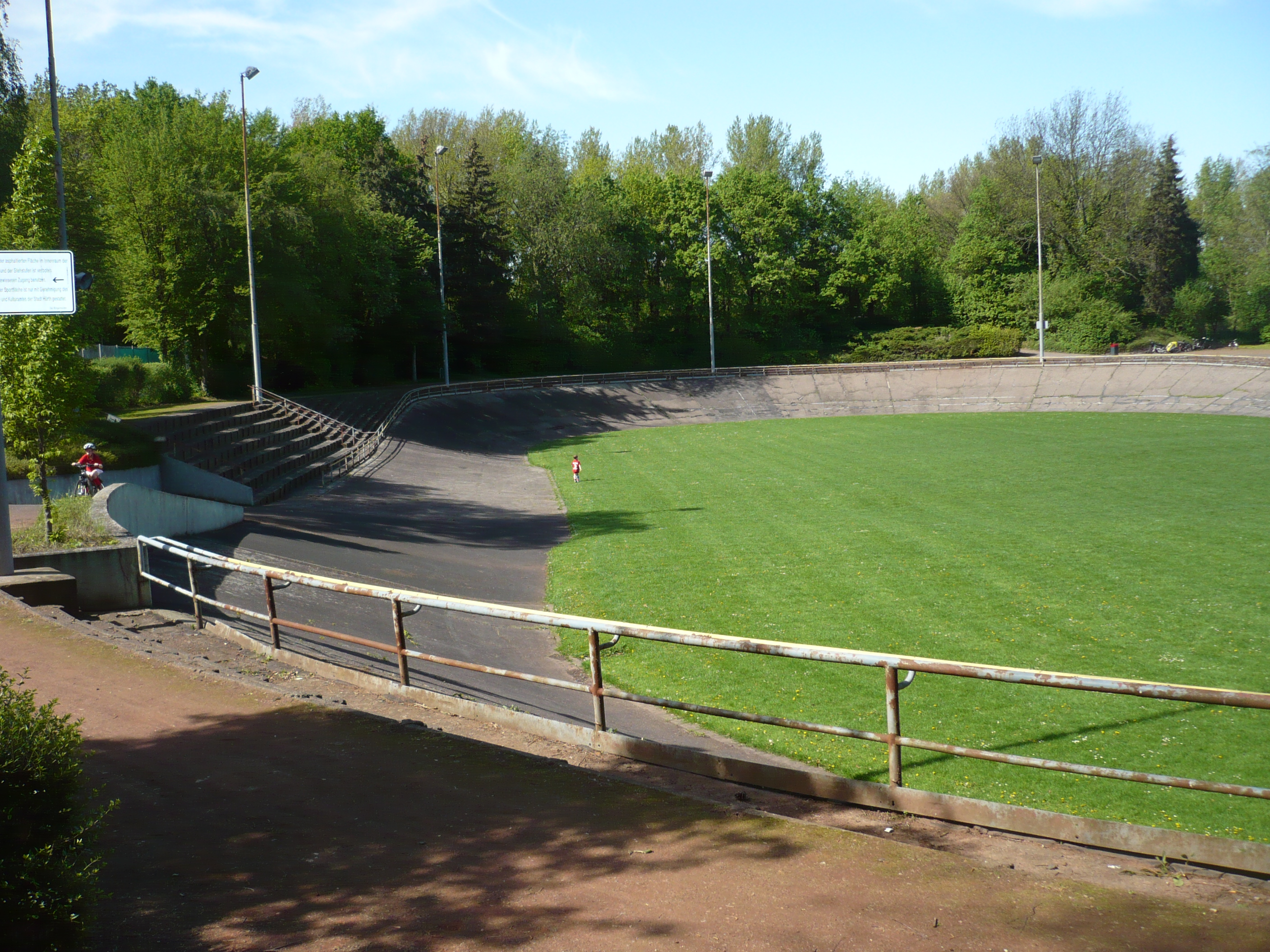
Radrennbahn, Detail

Die Hürther Radrennbahn war eine von 1938 bis 1990 genutzte 250 Meter lange Radrennbahn aus Beton in Hürth.

## Geschichte
Hürth war nach dem Ersten Weltkrieg, bedingt durch den Braunkohleabbau und die darauf aufbauende Industrie, eine der reichsten Gemeinden Deutschlands. Gleichzeitig wuchs in der Zwischenkriegszeit die Beliebtheit des Radsports in der gesamten Kölner Bucht. Als an der Burbacher Straße eine neue Sportanlage für die weiterführenden Schulen in Hürth erbaut werden sollte, bezog man daher eine Radrennbahn in die Planungen ein. Die schließlich fertiggestellte Sportanlage umfasste eine Tribüne, Umkleideräume, einen „Erfrischungsraum“ und einen Radunterstellraum. Rund um den Sportplatz verlief eine Radrennbahn mit „Naturbelag“, die für „entsprechende Verletzungen gut war“.
Bei Gründung der Radsportgesellschaft 1919 Hürth gab es in Hürth sechs und bis zum Ausbruch des Zweiten Weltkrieges noch vier Radsportvereine, die die Sportanlage nutzten; darunter unter anderem den RSC Rheingold Kendenich, den RSC Adler Burbach und den Efferener Radfahrverein. Nach Kriegsende waren noch drei Radsportvereine übrig geblieben, die RSG 1919 Hürth, der RSC Morgenstern Berrenrath und der RSC Schwalbe Gleuel. Letzterer ging nach einer Fusion im noch heute aktiven RCD Schmitter Köln auf.
Da die Roddergrube das Braunkohlenfeld Theresia wieder in Betrieb nehmen und das Gelände des Sportplatzes abbaggern wollte, wurde nach einem Grundstückstausch südlich der heutigen Straße Theresienhöhe gegenüber dem heutigen Einkaufszentrum Hürth-Park ab 1930 ein neues Sportgelände errichtet. Die Gemeinde Hürth errichtete dort ein Fußballstadion mit überdachter Tribüne und Umkleideeinrichtungen, Tennisplätzen, Schießständen und separat eine betonierte Radrennbahn hinter dem Fußballstadion. Die gesamte Sportanlage konnte 1938 eingeweiht werden. In der Folge fanden dort außer Radrennen auch Boxveranstaltungen statt. 1939 starteten auf der Radrennbahn außerdem im Zweier-Mannschaftsfahren Gustav Kilian und Heinz Vopel.
Nach dem Zweiten Weltkrieg war die Hürther Radrennbahn eine der wenigen intakten Radrennbahnen im Rheinland und deshalb ein Magnet, der Publikum von weither anzog. Nachdem geringe Kriegsschäden beseitigt waren, konnte 1946 das erste öffentliche Bahnrennen der Nachkriegszeit durchgeführt werden. 1947 wurde die Zonenmeisterschaft aller drei westlichen Besatzungszonen, der sogenannten Trizone, auf der Hürther Radrennbahn ausgetragen. Länderkämpfe gegen Großbritannien, Belgien und die Niederlande folgten. 1948 sah die Radrennbahn im Zweier-Mannschaftsfahren das Duo Rudi Mirke und Hans Preiskeit. Mit kleineren Motorrädern, den Dernys, konnten jetzt auch Steherrennen gefahren werden. Die Radrennbahn zog so Tausende von Zuschauern an und galt in der Fachpresse als „schönste deutsche Sommerbahn“. 1955 wurde der frühere Hürther Amateur Manfred Donike, der spätere Doping-Fahnder der Deutschen Sporthochschule Köln, Zweiter hinter dem Kölner Hans Zims beim Großen Steher-Industriepreis. Bekanntester Nutzer der Radrennbahn war der zweimalige Steher-Amateurweltmeister Jean Breuer aus Hürth. Aber auch die späteren Profis Sigi Renz und Rudi Altig nahmen 1960 als Amateure an einem Bahnländerkampf gegen Österreich teil.
Letztmals wurde die Radrennbahn nach einer Zwangspause nach durch Stürze belasteten Rennen 1968 durch Mitarbeit von Vereinsmitgliedern gründlich überholt. Durch die Umringung mit Flutlichtmasten konnte die Sportanlage auch abends genutzt werden. Die letzte auf ihr durchgeführte Veranstaltung war im Juli 1990 das Internationale Steher-Championat mit Fahrern aus Belgien, den Niederlanden, Frankreich und Deutschland. Eine weitere notwendige Restaurierung war nicht finanzierbar, und so wurde die Radrennbahn danach stillgelegt. Die Radsportgesellschaft 1919 Hürth wich für Bahnrennen daraufhin auf das Radstadion Köln aus.

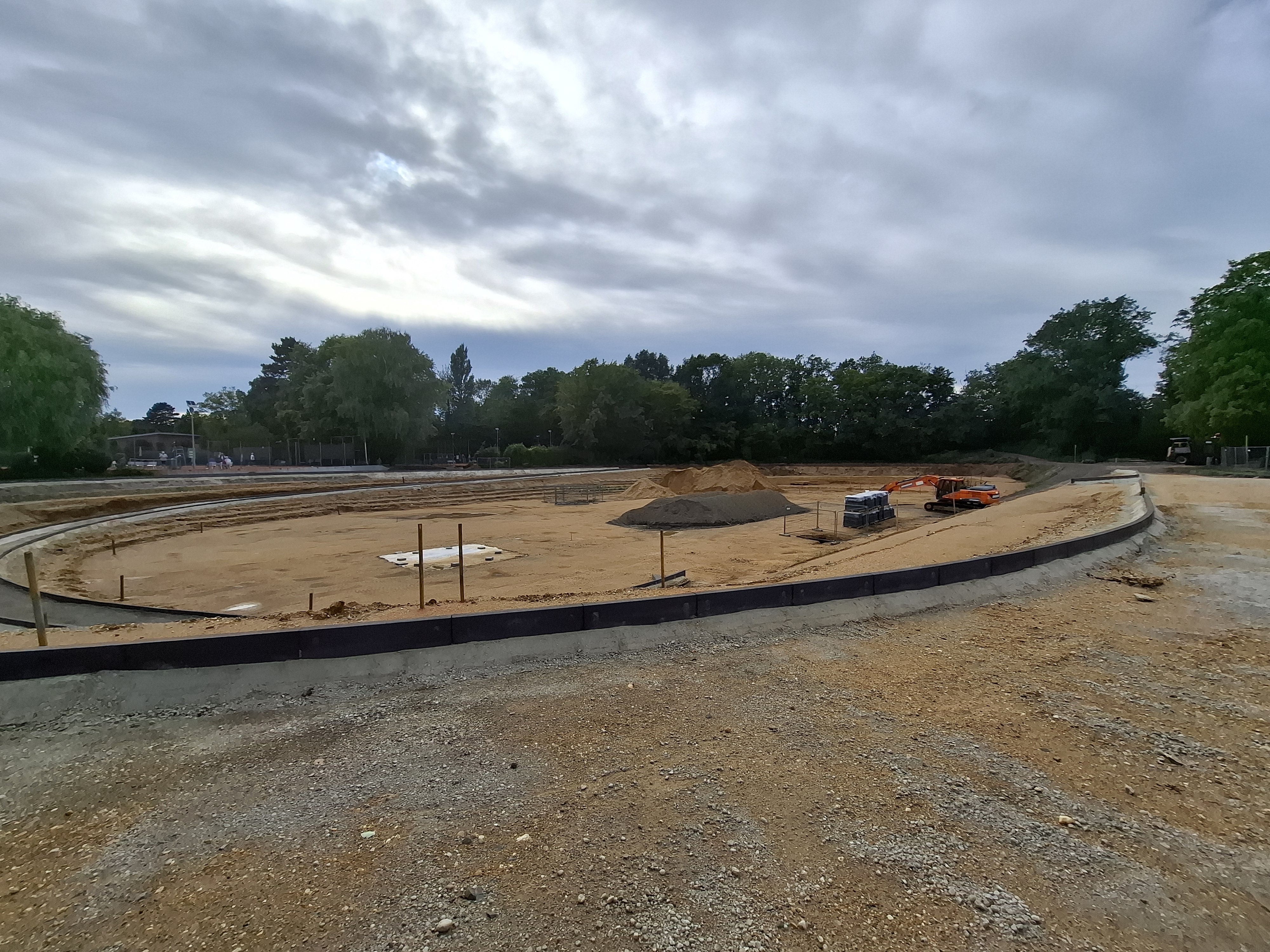
Stand der Umbaumaßnahmen im August 2025

Die mittlerweile baufällige und seit 2018 aus Sicherheitsgründen mit Bauzäunen abgesperrte Radrennbahn wird mit Hilfe von Fördergeldern für andere Freizeitaktivitäten umgebaut. So ist unter anderem vorgesehen, auf Grundlage der Topographie der Sportanlage eine Kletterlandschaft mit Boulderfelsen, Kletternetzen, Trampolinen und Rutschen zu errichten. Darüber hinaus ist eine Kulturveranstaltungsfläche geplant. 2024 wurde die Radrennbahn abgebrochen.